# Józef Bielawski (poeta)
Józef Bielawski krypt.: J. B., (ur. 1739, zm. w 1809 w Warszawie) – polski komediopisarz, poeta, ekscentryk, fligel-adiutant buławy wielkiej Wielkiego Księstwa Litewskiego, uczestnik obiadów czwartkowych.

## Życiorys
Według J. U. Niemcewicza urodził się w roku 1739 jako syn Michała Józefa Massalskiego i nieznanej kobiety pochodzenia żydowskiego. Pod koniec panowania Augusta III przebywał na dworze królewskim w Dreźnie. W roku 1764 był fligel-adiutantem buławy wielkiej W. Ks. Litewskiego, następnie awansował otrzymując stopień generał-adiutant. W Paryżu po raz pierwszy pojawił się w roku 1768. Powtórnie zawitał tam w roku 1781 i spędził tam 7 lat. W tym okresie pisywał do króla Stanisława Augusta, głównie prośby o pomoc materialną. W roku 1796, od lipca do grudnia, przebywał na dworze królewskim w Grodnie. Zmarł w Warszawie, niespełna 13 lat później (1809), żyjąc w skrajnej nędzy.

## Twórczość
Współpracował przy zawiązywaniu publicznej sceny polskiej w Warszawie. Zainaugurowano ją 19 listopada roku 1765 w Operalni, gdzie wystawiono jego komedię Natręci (adaptacja Les Fâcheux, Moliera). Zagrał ją pierwszy stały zespół polskich aktorów – co dało początek polskiemu teatrowi narodowemu. Do stycznia roku 1766 był dyrektorem i reżyserem tego zespołu. Wówczas to usunął się chwilowo od współpracy z teatrem (po kłótni z A. Moszyńskim), by już wkrótce (latem 1766) reżyserować i wydać swą następną komedię pt. Dziwak. Jesienią tego roku wytoczono mu proces o uwiedzenie aktorki Leszczyńskiej z Milewskich, wkrótce potem porzucił teatr już ostatecznie.
Wierszowane pojedynki toczyli z nim, m.in. Tomasz Kajetan Węgierski i Stanisław Trembecki. Stanowiły one przedmiot złośliwej, humorystycznej zabawy literatów popularnej w okresie polskiego oświecenia. Bufonada i drażliwość spowodowały, że stał się on negatywną postacią bielawsciady.
Jego twórczość była publikowana w Zabawach Przyjemnych i Pożytecznych. Pisał m.in. wiersze panegiryczne, uprawiał lirykę osobistą, patriotyczną i okolicznościową jak np. Triumf Warszawy pod naczelnictwem Tadeusza Kościuszki (1794).

### Ważniejsze utwory
- Na dzień imienin... Izabelli Czartoryskiej (wiersz), Warszawa 1765
- Natręci. Komedia z rozkazu Najjaśniejszego Stanisława Augusta, króla polskiego... napisana i na widok publiczny dnia 19 listopada roku 1765 w Warszawie wystawiona[5], wyd. Warszawa (1766), z dedykacją dla Stanisława Augusta, (druk zawiera także Prolog oraz Epilog, ten ostatni wydano ponadto osobno: Epilog rzeczony przez aktora przy otwarciu Teatrum Polskiego przez komedią Natrętów, Warszawa 1765), według Molière: "Les Fâcheux"; współautorem Natrętów miał być A. K. Czartoryski (por.: L. Bernacki)
- Dziwak. Komedia w 3 aktach na dzień 2 Augusta napisana i na Teatrum JKMci grana (19 sierpnia) R. P. 1766, wyd. Warszawa 1766 (z dedykacją dla Augusta Czartoryskiego); fragmenty przedr. J. Kott, S. Lorentz Warszawa wieku Oświecenia, Warszawa 1954
- Do Bonafini (wiersz), powst. 1776, ogł. J. Kott: "Trembeciana", Pamiętniki Literackie, rocznik 41 (1950), zeszyt 3/4
- "Portret Jaśnie Oświeconemu Ksciu JMci Adamowi Czartoryskiemu... ofiarowany", Zabawy Przyjemne i Pożyteczne 1776, t. 12, cz. 1
- Très-bénignes remontrances aux auteurs du Journal de Paris, Paryż 1787
- Antidotum przeciw zbyt rozmnożonym w Warszawie paskwilom, brak miejsca wydania (1790), przedrukowano zob.: Zbiór wierszy Józefa Bielawskiego; pierwodruk w kodeksie rękopis Biblioteki Czartoryskich, sygn. 938, z listem dedykowanym do Stanisława Augusta, z 17 marca 1790; list przedr.: J. Nowak-Dłużewski Satyra polityczna Sejmu Czteroletniego, Kraków 1933, s. 56; przedr.: J. Kott: "Trembeciana", Pamiętniki Literackie, rocznik 41 (1950), zeszyt 3/4, (wiersz był przypisywany S. Trembeckiemu i włączany od roku 1819 do zbiorowych edycji jego poezji; autorstwo Bielawskiemu przypisuje J. Kott)
- Satyra przeciw paskwilom, brak miejsca wydania (1790); także pt.: Wiersz przez Józefa Bielawskiego (Co was dziś do pisania złych wierszy zniewala...); przedrukowano zob.: Zbiór wierszy Józefa Bielawskiego, (wiersz był przypisywany Trembeckiemu i włączany od roku 1819 do zbiorowych edycji jego poezji; autorstwo Bielawskiemu przypisuje J. Kott)
- Odpis przez Bielawskiego, powst. w styczniu 1791, z rękopisu Biblioteki Czartoryskich, sygn. 938, ogł. J. Kott: "Trembeciana", Pamiętniki Literackie, rocznik 41 (1950), zeszyt 3/4, (odpowiedź na wiersz B. Hulewicza Na piszących komedie; autorstwo według J. Kotta)
- Wiersz na dzień wielkich imienin Jego Królewskiej Mości, brak miejsca wydania (1791).
- Bielawski do Anonima, wyd. w druczku zaczynającym się wierszem (B. Hulewicza?): Do szacownego poety Bielawskiego. Zgoda, brak miejsca wydania: 1791 według T. Jendrysik; 1792 według J. W. Gomulickiego, (wiersz przypisywany także S. Trembeckiemu; ostatnio pod nazwiskiem tego ostatniego ogł. go J. W. Gomulicki – S. Trembecki: "Wiersze wybrane', Warszawa 1965, Biblioteka Poetów)
- Anakreontyka przy odebraniu czaszy wina z pięknych rąk od J(aśnie) W(ielmożnej) H(ulewiczowej) P(isarzowej) W(łodzimierskiej) przez Józefa Bielawskiego, brak miejsca wydania (1791, według J. W. Gomulickiego); wyd. następne: Tygodnik Polski 1819, t. 3, s. 283, pod nazwiskiem S. Trembeckiego; począwszy od wyd. z roku 1819 wchodzi na stałe do wydań zbiorowych jego poezji (ostatnio pod jego nazwiskiem przedr. J. W. Gomulicki – S. Trembecki: "Wiersze wybrane', Warszawa 1965, Biblioteka Poetów); egz. pierwodruku w Bibliotece Narodowej, sygn. 47059; odpis L. Bernackiego ze zniszczonego egz. Biblioteki Krasińskich znajduje się w Ossolineum, sygn. 7070/II, teka 43, (autorstwu Bielawskiego przypisuje E. Rabowicz)
- Bielawski do nieboszczyków, z których jednego już zabił, a drugi jeszcze trochę ziewa, brak miejsca wydania (1791, według T. Jendrysik)
- Bielawski do płci ślicznej, brak miejsca wydania (1791)
- Hymn do księżny Barbary z Duninów Sanguszkowej... świeżo zmarłej, brak miejsca wydania (1791)
- Na powrót J. O. Księżny Jmci Czartoryski, generałowy Ziem Podolskich, Warszawa 1791
- Na powrót J. O. Księżny Jmci z Książąt Czartoryskich Lubomirski, marszałkowy w. koronnej, Warszawa 1791
- Rzeź humańska. Poema, powst. około 1791, tekst nieznany, wzmiankuje o tym utworze Ode B. Hulewicz ad Julum Niemcewicz de meritis Bielavi (przypisy)
- Spustoszenie Polski od Moskali. Poema poświęcone sławie stanów sejmujących pod laską JW. Jmci Pana Stanisława Nałęcza Małachowskiego..., brak miejsca wydania 1791
- Na dzień 6 grudnia, brak miejsca wydania 1791
- Dzień 17 stycznia 1792, brak miejsca wydania (1792), egz. w Bibliotece IBL Warszawa
- Wiersz na śmierć Gustawa III, króla szwedzkiego, Berdyczów (1792)
- Dzień Trzeci Maja 1792 roku, Berdyczów 1792
- Pienie weselne na zaślubiny... Tadeusza Czackiego z Barbarą Dembińską... 24 maja 1792, (Warszawa 1792)
- Wiersz przez Józefa Bielawskiego, brak roku wydania (1792); przedrukowano zob.: Zbiór wierszy Józefa Bielawskiego, zawartość: wiersz (inc.: Bierz, Trembecki, twe pióro nieśmiertelnej sławy..., mylnie przypisywany Trembeckiemu i włączany od roku 1819 do zbiorowych edycji jego poezji; autorstwo Bielawskiemu przypisuje J. Kott); Satyra przeciw paskwilom, egz. w kodeksie rękopis Biblioteki Czartoryskich, sygn. 938
- Zbiór wierszy Józefa Bielawskiego, brak miejsca wydania (około 1792); zawartość: Antidotum przeciw zbyt rozmnożonym w Warszawie paskwilom, Satyra przeciw paskwilom, Wiersz przez Józefa Bielawskiego oraz: Trzy piosnki pięknościom ofiarowane (rękopis w Bibliotece Towarzystwa Przyjaciół Nauk w Poznaniu, sygn. 179)
- Okrucieństwo paryskie, brak miejsca wydania (1793)
- Odcięcie Bielawskiego, z rękopisu Biblioteki Jagiellońskiej, sygn. 1924/4, ogł. J. Nowak-Dłużewski Poezja powstania kościuszkowskiego, Kielce 1946, s. 82; przedr. J. Kott: "Trembeciana", Pamiętniki Literackie, rocznik 41 (1950), zeszyt 3/4; pod nazwiskiem S. Trembeckiego przedr. J. W. Gomulicki – S. Trembecki: "Wiersze wybrane', Warszawa 1965, Biblioteka Poetów, (odpowiedź na wiersz J. U. Niemcewicza: Do Józefa Bielawskiego zacięcie, 1794)
- Triumf Warszawy pod naczelnictwem Tadeusza Kościuszki w dn. 17 i 18 kwietnia r. 1794, brak miejsca wydania (1794)
- Do uzbrojonego ludu pod dowództwem Tadeusza Kościuszki dn. 24 maja 1794, brak miejsca wydania (1794); przedr. J. Nowak-Dłużewski Poezja powstania kościuszkowskiego, Kielce 1946
- Wiersz na zaślubiny... Izabelli Grabowskiej... z... Walentym Sobolewskim..., brak miejsca wydania 1795, (druk nienotowany przez Estreichera; inform. E. Rabowicz)
- Gdzie mię unoszą konie spienione..., powst. Tykocin, lipiec 1796, z autografu Biblioteki PAN Kraków, sygn. 2665I; ogł. E. Rabowicz "Stanisław Trembecki w świetle nowych źródeł", Wrocław 1965, IBL. Studia z Okresu Odrodzenia nr 3
- Prośba do Najjaśniejszego Pana (Ojcem polskiego teatru zwany...), powst. Grodno, 1 sierpnia 1796; z autografu ogł. E. Rabowicz "Stanisław Trembecki w świetle nowych źródeł", Wrocław 1965, IBL. Studia z Okresu Odrodzenia nr 3
- Zgoda W. JPani Mariannie z Potockich Szymanowskiej ofiarowana przez Józefa Bielawskiego. (W Grodnie, dnia 30 września 1796), brak miejsca wydania 1796, (druk nienotowany przez Estreichera; egz. w Bibliotece PAN Kraków, w kodeksie rękopis, sygn. 2665I; inform. E. Rabowicz)
- Hymn do Apollina, napisany na cześć Repnina z okazji jego choroby, przez Józefa Bielawskiego. (W październiku 1796), brak miejsca wydania 1796, (druk nienotowany przez Estreichera; inform. E. Rabowicz); autorstwo tradycyjnie przypisywano S. Trembeckiemu (od edycji jego poezji z roku 1819), pod jego nazwiskiem ogł. ostatnio utwór J. W. Gomulicki – S. Trembecki: "Wiersze wybrane', Warszawa 1965, Biblioteka Poetów; Bielawskiemu przypisuje autorstwo E. Rabowicz
- Od do Marysi (Marianny z Potockich Szymanowskiej?) przez Józefa Bielawskiego, powst. Grodno 1796(?), z autografu ogł. E. Rabowicz "Stanisław Trembecki w świetle nowych źródeł", Wrocław 1965, IBL. Studia z Okresu Odrodzenia nr 3
- Wierszyk do panny Tekli, powst. 1796 (według E. Rabowicza; według J. W. Gomulickiego: w lub nawet po roku 1791), ogł. pod nazwiskiem S. Trembeckiego (prawdopodobnie?) Tygodnik Wileński 1815; począwszy od wyd. z roku 1819 wchodzi na stałe do wydań zbiorowych jego poezji (ostatnio pod jego nazwiskiem przedr. J. W. Gomulicki – S. Trembecki: "Wiersze wybrane', Warszawa 1965, Biblioteka Poetów), autorstwo Bielawskiemu przypisuje E. Rabowicz
- Bukiet na imieniny J. W. Grabowskiej, generałowej inspektorowej, starościnie dąbskiej... ofiarowany, Warszawa brak roku wydania
- Pienie radości na ocalenie zdrowia... Ludwiki z Rzewuskich hr. Chodkiewiczowej..., Warszawa brak roku wydania
- Wiersz różę oddając 25 sierpnia JW. Jmci Pani Ludwice Zyberkowej, wojewodzinie brzeski litewskiej, powiedziany, brak miejsca i roku wydania
- Zachwycenie J. B. pięknym oczom ofiarowane, brak miejsca i roku wydania
- Obraz życia Józefa Bielawskiego, niegdyś generała-adiutanta buławy wielkiej W. Ks. Litewskiego, Warszawa 1806, (autorstwo niepewne)
- Autografy wierszy Bielawskiego znajdują się w Bibliotece PAN Kraków, sygn. 2665I; odpisy wierszy Bielawskiego i przypisywanych Bielawskiemu zebrał L. Bernacki (rękopis: Ossolineum, sygn. 7070/II, teka 43) i B. Erzepki (rękopis: Biblioteka Raczyńskich, sygn. 1326, s. 34-40).

### Listy
- Do Stanisława Augusta 4 listy z roku 1766, z rękopisu Archiwum Główne Akt Dawnych (Archiwum Jabłonny, sygn. A/178a-b), ogł. K. Wierzbicka w: Źródła do historii teatru warszawskiego, cz. 1, Wrocław 1951
- Do Stanisława Augusta z: 3 kwietnia 1768, 9 lutego 1781, 25 października 1786 i 3 czerwca 1787; z rękopisów Biblioteki Czartoryskich, sygn.: 699, 711, 722; ogł. L. Bernacki Teatr, dramat i muzyka za Stanisława Augusta, t. 2, Lwów 1925, s. 401-404
- Do I. Potockiego z lat 1783-1784, rękopis: Archiwum Główne Akt Dawnych (Archiwum Wilanowskie, sygn. 279b/II); fragm. listu z 15 czerwca 1784 cyt. K. M. Morawski: Z wieku Łazienek, Kraków 1913, s. 143
- Do Stanisława Augusta z 20 lutego 1790, wydano zob.: J. Nowak-Dłużewski Satyra polityczna Sejmu Czteroletniego, Kraków 1933
- Do Stanisława Augusta z lipca 1796; kopia listu do L. Chodkiewiczowej; rękopis: Archiwum Główne Akt Dawnych (Archiwum Królestwa Polskiego, sygn. 363); list do króla ogł. E. Rabowicz "Stanisław Trembecki w świetle nowych źródeł", Wrocław 1965, IBL. Studia z Okresu Odrodzenia nr 3
- Od S. K. Potockiego bruliony listów, brak daty, rękopisy: Archiwum Główne Akt Dawnych (Archiwum Wilanowskie, sygn. 249).

## Literatura dodatkowa
- Bielawski Józef. W: Polski Słownik Biograficzny. T. 2: Beyzym Jan – Brownsford Marja. Kraków: Polska Akademia Umiejętności – Skład Główny w Księgarniach Gebethnera i Wolffa, 1936, s. 36–37. Reprint: Zakład Narodowy im. Ossolińskich, Kraków 1989, ISBN 83-04-03291-0
- T. 4: Oświecenie. W: Bibliografia Literatury Polskiej – Nowy Korbut. Warszawa: Państwowy Instytut Wydawniczy, 1966, s. 240-243.